# テレステーション
株式会社テレステーションは、東京都千代田区に本社を置く企業。携帯電話ショップ「てるてるランド」の運営を中心に、モバイルソリューション事業、インターネットメディア・アフィリエイト事業「月額ドットコム」をサービスとして提供している。

## 概要
1992年（平成4年）設立。携帯電話のレンタルから創業し、そのノウハウを生かした携帯電話卸売業を始めるとともに、関東圏を中心とした携帯電話販売店「てるてるランド」の運営展開を行う（移動体通信事業）。2012年にはインターネットメディア・アフィリエイト事業「月額ドットコム」を新事業体として起ち上げ、全国の携帯電話ショップをメインに自社コンテンツの提供および、店頭アフィリエイトサービスの展開を行っている。

## 沿革
- 1992年 - 代表取締役卯目英喜が携帯電話のレンタルを始める
- 1995年 - 携帯電話の卸売業を始める
- 1996年 - 城南電機（代表取締役宮路年雄 東京渋谷）の携帯電話コーナー全店舗の運営をはじめる
- 1997年 - 店舗名「てるてるランド」で直営店舗を郊外型路面店舗業態で営業開始（真鍋台店・桜ヶ丘店）
- 1998年 - 東京ベイららぽーと大規模ショッピングセンターに出店（ららぽーと2店）
- 1999年 - ショッパーズプラザ新浦安店、ららぽーとキッズ店、三軒茶屋店、ジョイフル経堂店営業開始
- 2000年 - ハイパーマート酒々井店、つくば店営業開始
- 2001年 - it' S 相模原店、PIA 検見川浜店営業開始
- 2002年 - スーパーてるてる店営業開始
- 2003年 - 千葉県船橋市東船橋にグッズ事業部を独立、FACE 船橋駅前店、東急ストア橋本店、多摩センター店営業開始
- 2004年 - 千葉支店開設
- 2005年 - デイズタウンつくば、ダイエー長浦店、新事業体「カスタムキューブ店」店営業開始、本社を東京都中央区日本橋茅場町1丁目へ移転
- 2006年 - ダイエー君津店、ダイエー西浦和店、マックスバリュ木更津店、POPOLA アビオン鶴ヶ島店、5588 古河店、ビバモール新習志野店、アビオン飯能店、ビバモール加須店、カインズホーム深谷川本店営業開始
- 2007年 - マックスバリュ新船橋店、SoftBank 新浦安店、ロックシティ守谷店、港北MINAMO店営業開始
- 2008年 - SoftBank 津田沼駅南口店、ロヂャース浦和店営業開始
- 2009年 - 小田急相模原店、牛久店営業開始
- 2010年 - 本社を東京都中央区日本橋茅場町3丁目へ移転。
- 2011年 - てるてるランド川島店営業開始
- 2012年 - 本社を東京都中央区八丁堀3丁目へ移転。てるてるランド西葛西、てるてるランドモザイクモール港北店、てるてるランド相模原、てるてるランド川越店営業開始。インターネット物々交換コミュニティ「無料市場 タダ市.com」をリリース
- 2013年 - アフィリエイト事業（月額ドットコム）開始、てるてるランド前橋みなみ店オープン
- 2014年 - カスタムキューブ新浦安店オープン、テレステーション仕入部サービス開始
- 2016年 - てるてるランドMONA新浦安店オープン、月額ドットコム・リアルアフィリエイト取扱店舗数1,500店舗突破
- 2017年 - 月額ドットコム・リアルアフィリエイト取扱店舗数2,000店舗突破
- 2018年 - 日本エンタープライズ株式会社の店頭アフィリエイト事業を譲受[1]
- 2023年 - 本社を東京都千代田区丸の内1丁目へ移転。

## 事業内容
- インターネットメディア事業
- アフィリエイト事業
- 移動体通信事業
- キャリアショップ運営
- 携帯関連グッズの開発・販売・卸

## コンテンツサービス
- MobileSecurity - スマートフォン用セキュリティアプリ
- セキュアWebアプリ・インターネットセキュリティ・WEBROOTモバイルセキュリティ - スマートフォン用セキュリティアプリ
- 得とくライフ - 会員優待サービス（ベネフィット・ワン提供）
- カラダドクター - 24時間365日対応の医療相談サービス
- ブルーライトカットのぞき見防止プラス - Androidスマートフォン用ブルーライトカットアプリ
- 回復No.1 - スマートフォン用パスワード管理アプリ
- サブスケア - スマートフォン・タブレット向け保証サービス
- PC・スマホなんでもレスキュー24 - PC、スマホ、タブレットの電話相談サービス
- HOZON - スマートフォン・PC用クラウドバックアップサービス
- AD Cleaner - スマートフォン用広告ブロックサービス
- ADNON - スマートフォン用広告ブロックサービス
- SUMAMO - スマートフォン用迷惑電話対策サービス